# برونو هاباروز
برونو هاباروز (انگلیسی: Bruno Habārovs; ۳۰ آوریل ۱۹۳۹ – ۲۹ اوت ۱۹۹۴) ورزشکار شمشیربازی اهل اتحاد جماهیر شوروی سوسیالیستی بود.
وی در مسابقات کشوری و بین‌المللی در مجموع برندهٔ ۲ مدال طلا، ۱ مدال نقره، ۴ مدال برنز شده‌است.